# NGC 4814
NGC 4814 је спирална галаксија у сазвежђу Велики медвед која се налази на NGC листи објеката дубоког неба.
Деклинација објекта је + 58° 20' 40" а ректасцензија 12h 55m 21,8s. Привидна величина (магнитуда) објекта NGC 4814 износи 11,7 а фотографска магнитуда 12,5. Налази се на удаљености од 39,3000 милиона парсека од Сунца. NGC 4814 је још познат и под ознакама UGC 8051, MCG 10-19-3, CGCG 294-3, CGCG 293-44, IRAS 12532+5836, PGC 44025.